# Thymoites boneti
Thymoites boneti là một loài nhện trong họ Theridiidae.
Loài này thuộc chi Thymoites. Thymoites boneti được Herbert Walter Levi miêu tả năm 1959.